# Grand Bank Gee Bees FC
Grand Bank Gee Bees FC is een Canadese voetbalclub uit de gemeente Grand Bank in de provincie Newfoundland en Labrador. De clubkleuren zijn rood en wit. 
De club komt uit op lokaal niveau in de amateurcompetitie van het schiereiland Burin. De Gee Bees speelden doorheen hun bestaan echter vele seizoenen mee in het provinciale kampioenschap van de voetbalbond van Newfoundland en Labrador. Ze behaalden in totaal vier provinciale titels en vertegenwoordigden de provincie tweemaal in de nationale Challenge Trophy.

## Geschiedenis
In 1912 kocht de Grand Bank Athletic Association een stuk grond aan om het voor verschillende sporten, waaronder voetbal, te gebruiken. Vanaf 1919 had het dorp aan Marine Drive een apart voetbalveld dat niet meer met andere sporten gedeeld werd.
In de jaren 1920 speelden de lokale voetballers vooral tegen mannen van in Grand Bank aangemeerde vissersboten. Vanaf de jaren 1930 werd het voetbal geleidelijk aan beter georganiseerd en vonden er geregeld matchen plaats tegen teams uit naburige plaatsen zoals Fortune en Saint-Pierre.
Vanaf circa 1950 was het voetbal in Grand Bank georganiseerd binnen een duidelijk gestructureerde club. In die periode werd ook de officiële naam "Grand Bank Gee Bees FC" aangenomen. De Gee Bees groeiden uit tot een van de topploegen in de Burin Peninsula Soccer League. Ze speelden ook vele jaren mee in de hoogste provinciale competitie. Vooral in de jaren 60 en 70 was dat met succes. Ze wisten in 1960 en 1962 het All-Newfoundland Championship te winnen en in 1970 en 1974 de opvolger van die competitie, de Challenge Cup. Ze vertegenwoordigen de provincie Newfoundland in de nationale Challenge Trophy van 1970 en 1974.
In de 21e eeuw komt de club enkel nog lokaal uit met vrijwel uitsluitend nog focus op jeugdvoetbal.

## Erelijst
- All-Newfoundland Championship

winnaar (2): 1960, 1962
- Newfoundland and Labrador Challenge Cup

winnaar (2): 1970, 1974